# Niassodon
Niassodon là một chi tuyệt chủng của therapsid  kingoriid dicynodont biết đến từ cuối kỷ Permi ở tỉnh Niassa, phía bắc Mozambique. Nó chứa một loài duy nhất, Niassodon mfumukasi.

## Khám phá
Niassodon lần đầu tiên được Rui Castanhinha, Ricardo Araújo, Luís C. Júnior, Kenneth D. Angielchot, Gabriel G. Martins, Rui MS Martins, Claudine Chaouiya, Felix Beckmann và Fabian Wilde mô tả và đặt tên vào năm 2013 và loại này là Niassodon mfumukasi. Tên chi dùng chung kết hợp từ Niassa, có nghĩa là " hồ " trong Muffao và tên của tỉnh phía tây bắc ở Mozambique nơi Niassodon được tìm thấy, với từ odontos, có nghĩa là "chiếc răng" trong tiếng Hy Lạp cổ đại. Tên cụ thể, Mfumukasi có nghĩa là "nữ hoàng" trong tiếng Nyanja, để vinh danh các thành viên của xã hội mẫu hệ Nyanja địa phương và tất cả phụ nữ Mozambique.